# Monture C

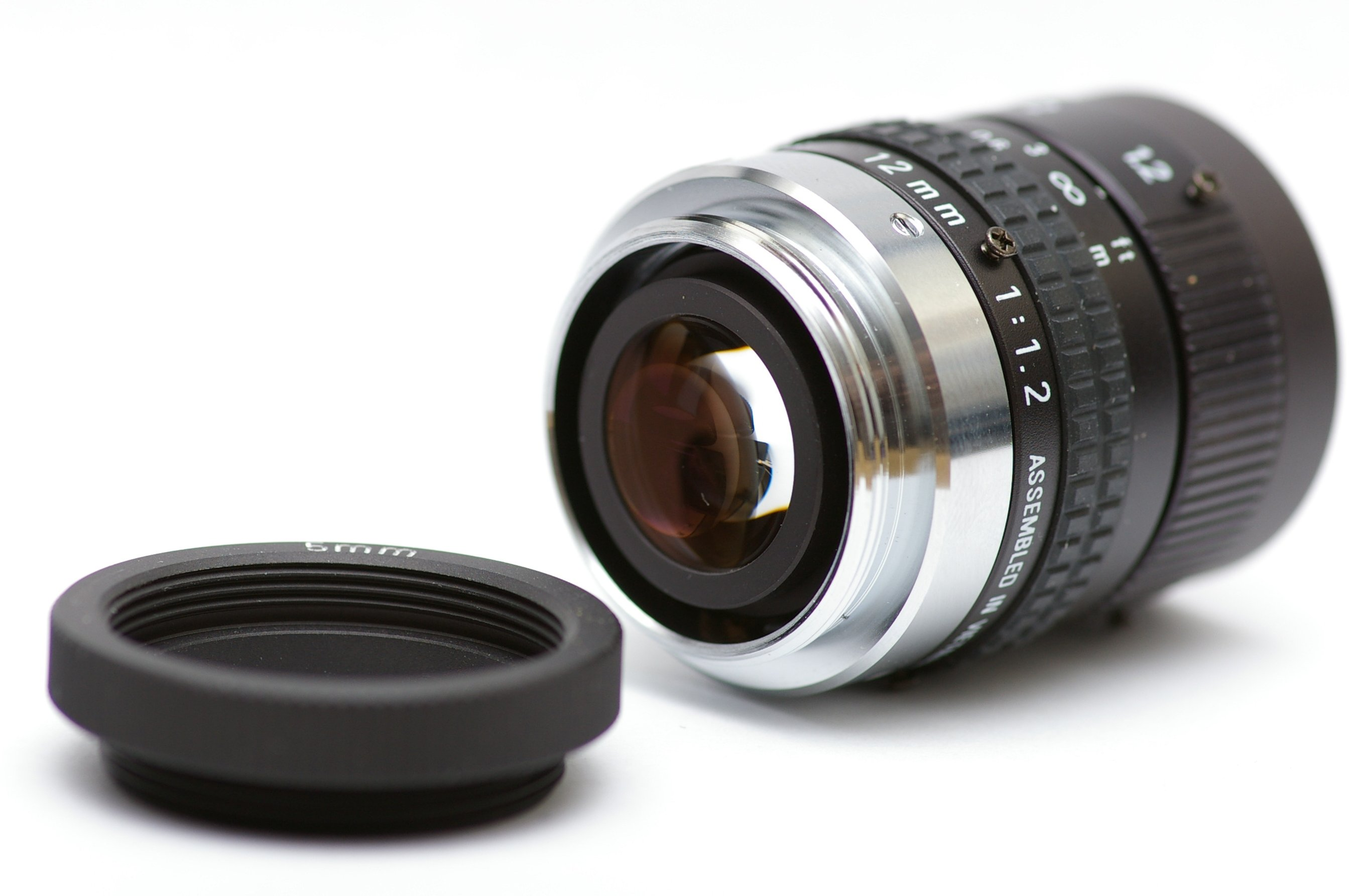
Un objectif 12mm f/1.2 avec un adaptateur C-CS.

La monture C est un type de monture d'objectif fréquemment utilisé sur les caméras 16 mm et de vidéosurveillance, et sur les microscopes trinoculaires.
Les objectifs pourvus en monture C se vissent sur la caméra. Le diamètre est d'un pouce (25,4 mm), avec un « pas de vis » de 32 filets pour 1 pouce, désigné comme « 1-32 UN 2A » selon le standard ANSI B1.1. Le tirage mécanique est de 17,526 mm (0,69 pouce) pour une monture C, et 12,50 mm pour sa variante CS.
La monture C a tout d'abord équipé des caméras françaises 8 mm et 16 mm comme la Beaulieu super 8, les Bolex Paillard et H16, la Pathé Wébo et les Éclair 16 et ACL. Toutefois, en dépit de sa simplicité, ce type de monture fut abandonné pour le cinéma à cause des inconvénients induits par son système de vissage, comme le temps d'installation, les variations de tirage mécanique et le décalage du repère de mise au point dus à l'usure de la face d'appui engendrée par le frottement. De plus, son diamètre faible empêche d'adapter des lentilles de meilleure qualité sur des objectifs d'une plus grande pupille de sortie.
Cependant, elle est également utilisée sur certaines caméras vidéo, où les problèmes de mise au point ou d'exposition sont moins cruciaux qu'avec les films et peuvent être compensés d'autres manières. De même, la taille des capteurs étant généralement moindre, le diamètre pose moins de problèmes.
La lettre « C » signifierait « Cinéma », son utilisation originelle.